# クリスティアン・サプナル
クリスティアン・サプナル（Ionuţ Cristian Săpunaru、1984年4月5日 - ）は、ルーマニア・ブカレスト出身のサッカー選手。スュペル・リグ・カイセリスポル所属。ルーマニア代表である。ポジションはDF。

## 経歴
6歳のときにAFCプログレスル・ブカレストの下部組織に入団し、2002年にトップチームデビューした。FCカリャティス・マンガリアへのレンタル移籍を経て、2006年7月にラピド・ブカレストに完全移籍した。
2008年7月、移籍金600万ユーロでポルトガル・スーペル・リーガのFCポルトと5年契約を交わした。2008-09シーズンは右サイドバックのレギュラーとしてリーグ戦とタッサ・デ・ポルトガルの2冠を達成し、タッサ・ダ・リーガのCDナシオナル (1-2) で初得点を決めた。2009年12月20日のSLベンフィカ戦(0-1)後、チームメイトのウルクとともにスタジアム警備員2人に暴行を働き、2010年2月初頭にはポルトガル国内の公式戦への6ヶ月間の出場停止処分が科された。サプナルは処分を免れるために、古巣ラピド・ブカレストに5ヶ月間の契約でレンタル移籍した。その後処分は大幅に軽減され、最終的には4試合の出場停止にとどまっている。

## 所属クラブ
- FCナツィオナル・ブカレスト 2002-2006

→ FCカリャティス・マンガリア (loan) 2003-2004
- FCラピド・ブカレスト 2006-2008
- FCポルト 2008-2012

→ FCラピド・ブカレスト (loan) 2010
- レアル・サラゴサ 2012-2013
- エルチェCF 2013-2014
- FCラピド・ブカレスト 2015
- CSパンドゥリイ・トゥルグ・ジウ 2015-2016
- アストラ・ジュルジュ 2016-2017
- カイセリスポル 2017-

## タイトル
- ラピド・ブカレスト
  - クパ・ロムニエイ : 2006-07
  - スーペルクパ・ロムニエイ : 2007

- FCポルト
  - スーペル・リーガ : 2008-09, 2010-11
  - タッサ・デ・ポルトガル : 2008-09, 2009-10
  - スーペルタッサ・カンディド・デ・オリベイラ : 2009, 2010